# Euterpiodes pienaari
Euterpiodes pienaari là một loài bướm đêm trong họ Noctuidae.